# Betty Miles
Betty Miles (* 11. Januar 1910 in Santa Monica, Kalifornien als Elizabeth Harriet Henninger; † 9. Juni 1992 in Hughson, Kalifornien) war eine US-amerikanische Schauspielerin, Stuntfrau und Pferdeartistin, die ab den späten 1930er Jahren, jedoch vor allem in der ersten Hälfte der 1940er Jahre in diversen US-Filmproduktionen, dabei vorwiegend in Western, eingesetzt wurde.
Im Anschluss an ihre Filmkarriere arbeitete Miles 30 Jahre lang als Lehrerin, ehe sie 1976 66-jährig in den Ruhestand ging.

## Leben und Karriere
Betty Miles wurde am 11. Januar 1910 als Tochter von George Henry T. und Harriet Henninger in der damaligen Kleinstadt Santa Monica im Westen des Los Angeles County geboren. Auf der Farm ihres Vaters, eines Viehtreibers und Rinderzüchters, lernte sie noch in frühester Kindheit das Reiten auf Pferden. Bis sie sich im Herbst 1927 an der University of Southern California in Los Angeles einschrieb, ist über ihr bisheriges Leben nichts bekannt. An der Universität ging sie diversen College-Aktivitäten nach, war Mitglied des Debattierklubs, in dem sie zuerst Managerin war und den sie in ihrem Senior-Jahr als Teamkapitän anführte. Des Weiteren gehörte sie der Schwesternschaft Alpha Delta Pi an, war Mitglied in der Schauspieltruppe Touchstone Drama Shop, im Jahrbuchteam El Rodeo, gehörte der Belegschaft der Studentenzeitung Daily Trojan an und war im Presseklub, sowie Vorsitzende des Prom-Komitees. Vor allem in ihrem Senior-Jahr galt Miles als erfahrenste Debattiererin des USC Trojan Debate Squad und gewann als solche diverse Preise. 1931, kurz vor ihrem Studienabschluss, verstarb ihre Mutter eines plötzlichen Todes. Miles hatte sich gerade in der Vorbereitung zu einer zweiwöchigen Debattiertour gegen diverse andere Colleges und Universitäten befunden, schied aber durch den Tod ihrer Mutter von dieser Tour aus. Im gleichen Jahr beendete sie schließlich ihre Collegelaufbahn und schloss das USC College of Letters, Arts and Sciences mit einem Bachelor of Arts ab. Ihr Hauptfach war dabei Speech, Nebenfächer waren Monoeconomics und Polyscience.
Nach ihrem Abgang von der University of Southern California bekam Betty Miles eine Stelle am Pasadena Playhouse in Pasadena, anderen Quellen zufolge in ihrem Heimatort Santa Monica. Bis 1936 trat sie dabei in diversen Theaterstücken in Erscheinung, ehe sie im darauffolgenden Jahr ihren ersten Filmauftritt hatte. Durch ihre in frühester Kindheit erlernten Reitkünste wurde sie als Reiterin in der schwarzen Komödie Denen ist nichts heilig von Produzent David O. Selznick und unter der Regie von William A. Wellman nach einem Drehbuch von Ben Hecht eingesetzt. Im Film mit Carole Lombard und Fredric March war sie als letzte Reiterin in einer Nachtklub-Sequenz zu sehen. In den nachfolgenden Jahren schrieb und produzierte sie Programme für die Radiostationen KNX und KFL aus Los Angeles. Zu einer ihrer Tätigkeiten gehörte unter anderem das Schreiben und die Regieführung einer 79 Wochen dauernden Serie zu historischen amerikanischen Dramen auf KNX. In späteren Jahren arbeitete sie bei den großen Firmen Columbia Pictures, 20th Century Fox, Universal Studios und Monogram Pictures als Schauspiellehrerin für Nachwuchsdarsteller.
Ihre eigene Schauspielkarriere verbrachte Miles ausschließlich in Hollywood und war dabei vorwiegend in B-Movies von Monogram Pictures zu sehen. Nachdem sie einige Jahre nicht mehr auf der Leinwand zu sehen war, wirkte sie im Jahre 1940 unter der Regie von Henry King als Stunt-Double von Linda Darnell in Chad Hanna mit und war im Film auch das Double von Dorothy Lamour in diversen Reitszenen. Zu ihrem eigentlichen Durchbruch als Schauspielerin soll sie gekommen sein, als sie am Set eine Western-Heldin beobachtete, die Probleme hatte, ihr Pferd bei Action-Szenen unter Kontrolle zu halten und die Szene deshalb mehrfach nachgedreht werden musste. In weiterer Folge bot Miles an, die Szene zu drehen und begeisterte die Crew, nachdem sie bereits bei ihrem ersten Versuch erfolgreich war. Somit wurde sie von Robert Emmett Tansey, dem Produzenten des Films, unter Vertrag genommen. Unter Tansey wurde sie in weiterer Folge in acht seiner bei Monogram Pictures gedrehten Filme eingesetzt. Ihren ersten Auftritt als Filmheldin hatte sie an der Seite von Tex Ritter im rund einstündigen Western Ridin’ the Cherokee Trail von Regisseur Spencer Gordon Bennet. Weitere Auftritte im Jahre 1941 hatte sie als Ellen Brandon in The Return of Daniel Boone, als Laura Dean in Wanderers of the West, als Betty Lane in The Driftin’ Kid, als Betty Dawson in Riding the Sunset Trail und als Betty Grey in Lone Star Law Men. Der Großteil dieser Filme wurde von Tansey produziert.
Während sie im 1943 veröffentlichten und aus zwölf Kapitel bestehenden Film The Masked Marvel unter der Regie von Spencer Gordon Bennet als Stunt-Double von Louise Currie eingesetzt wurde, kam sie in diesem Jahr auch selbst zu weiteren Schauspielauftritten. Dabei sah man sie in Wild Horse Stampede in der Rolle der Betty Wallace, in Law of the Saddle als Gayle Kirby und in The Law Rides Again als Betty Conway. Während zwei dieser Filme von Regisseur Alan James waren, war Law of the Saddle unter der Regie von Melville De Lay. Nachdem sie 1944 noch in Westward Bound und Sonora Stagecoach, zwei weiteren Tansey-Produktionen, eingesetzt wurde und in ihrem letzten Film Die Grenzräuber abermals an der Seite von Tex Ritter agierte, neigte sich ihrer Schauspielkarriere allmählich gen Ende. Nachdem sie im Jahre 1945 noch als Stunt-Double von Carole Mathews und Rosemary Lane in Reitszenen zu Sing Me a Song of Texas mitgewirkt hatte, zog sich Betty Miles ganz aus dem Filmgeschäft zurück und begann ab 1946 eine Karriere als Lehrerin im öffentlichen Schulsystem von Fresno.
Während ihrer Zeit als Schauspielerin soll sie alleine mit ihren zwei Hunden gelebt haben und in den Filmen oftmals ihre eigenen Pferde geritten haben. Eines ihrer Pferde, Pinto Sonny, den sie unter anderem im Film Lone Star Law Men ritt, wurde – in dieser Zeit noch unüblich – sogar im Vorspann des Films namentlich erwähnt. Zu diesem Zeitpunkt wurde diese Ehre nur wenigen Pferden zu teil, darunter im gleichen Film Tom Keenes Pferd Rusty und Sugar Dawns Pony Chiquita. Besonders an der Seite von Tom Keene kam Miles oftmals zum Einsatz: Sie spielte in vier der ersten fünf Filme seiner Monogram-Western-Reihe mit. Zu ihren Freunden in dieser Zeit zählte neben Gene Alsace auch ein weiterer Schauspieler, dem sie zu kleineren Rollen in Monogram-Western verhalf.
Vor ihrer Filmkarriere soll Betty Miles bereits als Reiterin aufgefallen sein, als sie unter anderem in einem Jahr das 1926 ins Leben gerufene Saugus Rodeo am heutigen Saugus Speedway gewann. Zu ihrem Karriereende trug unter anderem auch eine Schwangerschaft bei, die sie den Verantwortlichen längere Zeit verschwieg und erst nach dem Abdrehen eines Films mit Tom Keene bekanntgab. Robert Tansey und Frances Kavanaugh waren ob dieser Mitteilung sehr bestürzt, da Miles während der im Film durchgeführten Stunts ihr ungeborenes Kind verlieren hätte können. Um die Schwangerschaft vor den Verantwortlichen zu verheimlichen, trug sie während der Dreharbeiten ein Korsett, um sich selbst schlanker zu machen.
Noch vor ihrer Laufbahn als Lehrerin war Miles nach dem Ende ihrer Schauspielkarriere ab 1944 als Artistin in verschiedenen Zirkussen aktiv. 1944 agierte sie an der Seite ihrer Freundin und Schauspielkollegin Evelyn Finley für den S. L. Cronin Circus. Dabei trat sie in diversen Aufführungen mit ihrem Pferd Sonny auf. Dazu gehörten auch Auftritte unter Mark Smith einem zu dieser Zeit sehr bekannten Pferdetrainer, der im Laufe der Jahre an zahlreichen Filmproduktionen mitwirkte. Beim Zirkus, der bald darauf aus finanziellen Gründen aufgelöst wurde, agierte sie nicht nur an der Seite von Evelyn Finley, sondern auch neben Schauspielern wie Tina Harrington, Skeeter Knudson oder anderen. Danach trat sie, wie das Billboard-Magazin belegt, ab 1945 auch in Al Dean’s Circus auf, wo sie abermals mit ihrem Pferd Sonny in Erscheinung trat. Dort assistierte sie auch dem Künstler Slim Wiseman mit dessen Elefanten Bunny. Ebenfalls dem Billboard-Magazin aus dem August 1945 zufolge war sie auch monatelang für C. R. Montgomery’s Wild Animal Circus als Pferdeartistin tätig. Nachdem sie 1946 als Lehrerin im öffentlichen Schulsystem von Fresno anfing, verlagerte sich ihrer Karriere nach Simi Valley, wo sie Dekanin an reinen Mädchenschulen war. Ähnliche Positionen hatte sie in weiterer Folge auch in den Schulsystemen von Turlock und Los Angeles inne. Im Jahre 1976 ging Betty Miles, mittlerweile 66-jährig, in den Ruhestand und verbrachte ihre Lebensabend in Hughson. Sie war 1966 in die kalifornische Stadt gezogen, um nahe bei ihrem 1942 geborenen Sohn Lynn Rees Miles und ihren zwei Enkelkindern zu sein. Am 9. Juni 1992 verstarb Miles im Alter von 82 Jahren.

## Filmografie
Filmauftritte (als Schauspielerin)
- 1937: Denen ist nichts heilig (Nothing Sacred)
- 1941: Ridin’ the Cherokee Trail
- 1941: The Return of Daniel Boone
- 1941: Wanderers of the West
- 1941: The Driftin’ Kid
- 1941: Riding the Sunset Trail
- 1941: Lone Star Law Men
- 1943: Wild Horse Stampede
- 1943: Law of the Saddle
- 1943: The Law Rides Again
- 1944: Westward Bound
- 1944: Sonora Stagecoach
- 1944: Die Grenzräuber (Gangsters of the Frontier)

Filmauftritte (als Stunt-Double)
- 1940: Chad Hanna (Stunt-Double von Linda Darnell; Stunt-Double von Dorothy Lamour in Reitszenen)
- 1943: The Masked Marvel (Stunt-Double von Louise Currie)
- 1945: Sing Me a Song of Texas (Stunt-Double von Carole Mathews und Rosemary Lane in Reitszenen)